# 合肥工业大学附属中学
合肥工业大学附属中学，简称合工大附中，是安徽省合肥市的一所高级中学，是合肥工业大学的附属中学，为安徽省示范高中。

## 校史
学校创建于1948年。2003年3月，被评为合肥市示范高中。2009年6月，被评为安徽省示范高中。2013年，学校成为教育部共建拨款学校。

## 现状
学校现有50个教学班，在校学生2600余人。教职工167人，其中正高级教师4人，特级教师10人，高级教师80余人。